# Дудаков, Сергей Викторович
Серге́й Ви́кторович Дудако́в (род. 13 января 1970 года, Москва, СССР) — советский/российский фигурист и тренер по фигурному катанию. 
Победитель соревнований «Золотой конёк Загреба» (1989), двукратный чемпион (1989—1990, 1990—1991) Piruetten. На чемпионате СССР в Минске в декабре 1990 занял 7-е место в оригинальной, 6-е в произвольной и по сумме стал 6-м. Занял 7-е место на Чемпионате мира среди юниоров 1987 года. Тренер — Виктор Кудрявцев.
В 2006-2011 годах работал тренером в ДЮСШ № 48 (Москва), затем в сезоне 2011/2012 перешёл в группу «Самбо-70» Этери Тутберидзе. Его настоящие и бывшие воспитанники: Сергей Воронов (2013—2016), Полина Цурская (2013—2018), Серафима Саханович (2014—2015), Юлия Липницкая (до 2015 года), Адьян Питкеев (до 2016 года), Евгения Медведева (до 2018, затем с 2020 года), Дарья Паненкова, Анастасия Тараканова и Камила Валиева.
Кавалер ордена Дружбы (2018). Заслуженный тренер России (2016).

## Результаты выступлений
| Международные                 | Международные | Международные | Международные |
| Соревнование                  | 1986-87       | 1989-90       | 1990-91       |
| ----------------------------- | ------------- | ------------- | ------------- |
| Золотой конёк Загреба         |               | 1-й           |               |
| Piruetten                     |               | 1-й           | 1-й           |
| Чемпионат мира среди юниоров. | 7-й           |               |               |

## Награды и признание
- Орден Дружбы (2018) – за успешную подготовку спортсменов, добившихся высоких спортивных достижений на XXIII Олимпийских зимних играх 2018 года в городе Пхенчхане (Республика Корея)[10]
- Заслуженный тренер России (2016)
- Орден Почета (2023) – за обеспечение успешной подготовки спортсменов, добившихся высоких спортивных достижений на XXIV Олимпийских зимних играх 2022 года в городе Пекине (Китайская Народная Республика)[11]